# Jace Norman
Jace Lee Norman, född 21 mars 2000 i Corrales i New Mexico, är en amerikansk skådespelare.
Norman har bland annat medverkat i filmen Familjen Bigfoot från 2020. Han har även medverkat TV-serien Henry Danger (2014–2020) och Danger Force (2020–2023).

## Filmografi (i urval)

### Filmer
- 2015 – Adams kloner
- 2016 – Spark
- 2019 – Bixler High Private Eye
- 2020 – Familjen Bigfoot

### TV
- 2012 – Jessie (TV-serie)
- 2013 – The Thundermans (TV-serie)
- 2014–2020 – Henry Danger (TV-serie)
- 2017 – Lugn i stormen (TV-serie)
- 2018 – Kid Dangers äventyr (TV-serie)
- 2018–2019 – Game Shakers (TV-serie)
- 2019 – The Substitute (TV-program)
- 2020–2023 – Danger Force (TV-serie)